# Заид Спорт Сити
Спортивный комплекс Заид Спорт Сити (англ. Zayed Sports City) расположен в центре Абу-Даби, ОАЭ. Он назван в честь первого президента ОАЭ шейха Заида Аль Нахайяна, основавшего его в январе 1980 года. Спортивный комплекс является одним из ключевых мест для развлечений и занятий спортом в ОАЭ. Регулярно на его аренах проводятся крупные международные соревнования.

## Спортивные объекты
- Стадион Шейх Заид
- Теннисный комплекс[англ.]
- Ледовая арена Абу-Даби
- Международный боулинг-центр Халифа
- 6 теннисных кортов с твёрдым покрытием
- 5 футбольных полей
- 3 площадки для нетбола
- 3 поля для игры в регби
- 2 корта для игры в падел теннис
- Площадки для игры в софтбол, волейбол.
- Гимнастические и фитнес залы
- Боксёрские ринги
- Конференц-залы